# 時短生活ガイドSHOW
『時短生活ガイドSHOW』（じたんせいかつガイドショー）は、TBSテレビと一部系列局で放送されていた生活情報バラエティ番組である。制作局のTBSテレビでは2009年10月21日から2010年8月25日まで放送。ハイビジョン制作。

## 概要
2008年12月13日の『ドニーチョ!』枠でパイロット版が放送され、2009年3月27日19:00 - 20:54(JST）にゴールデンタイム進出、2009年6月16日に『バラエティーニュース キミハ・ブレイク』での単発特別番組としての放送を経て、レギュラー番組化された。
｢自分の時間を一日二時間作れる｣とのキャッチフレーズのもと、日常の家事全般に関する様々な効率化、時間短縮の方法（番組内では｢時短テク｣と呼称）が紹介された。｢料理｣｢突然の来客｣など、それぞれのジャンルにおける時短テクは芸能人がプレゼンターとして一括して紹介する。紹介はスタート時からモニターに表示されたタイマーによりカウントされ、プレゼンターが事前申告した想定タイムが近づくにつれ観客席からエールが飛ぶなど、一種の競技（タイムアタック）的な演出がなされた。また、｢時短テク｣などの紹介直前に有田哲平と出水麻衣がポーズ（親指と人差し指で時計の針のようにL字を作り、それを巻き戻すように向かって左に傾ける）を取り「Let's時短」とコールすることを番組の恒例としていた。
2009年12月に開催された第14回アジア・テレビジョン・アワードで、『ザ・イロモネア』とともにグランプリを受賞した。
2010年4月7日より、放送時間を1時間繰り上げ。水曜19時台のバラエティ番組枠になるのは、2008年10月から2009年3月まで放送された『復活の日』以来約1年ぶりとなった。
現在、TBS系列におけるくりぃむしちゅーとしてのコンビでのレギュラー番組は本番組が最後となっている。但し、ピンではレギュラー番組を持っている。

## 主なコーナー
- 時短テクニック
- 時短料理（ゲストが手のかかる料理をわずか20分で作る）
- 中継先からの時短テクニック
  - 中継先からの時短テクニックは他のコーナーとは異なり、相当バラエティ色の濃い内容となっている。ごく稀に有用なテクニックが披露されることもあるが、大抵の場合はテクニックの名を借りた集団コントに近い。

### 過去のコーナー
- ご当地時短巡り（準備を数分で済ます時短テクニックと併用）

## 出演者

### 司会
- スタジオMC：上田晋也（くりぃむしちゅー）
- スタジオアシスタント：出水麻衣（TBSアナウンサー）
- 中継リポーター：有田哲平（くりぃむしちゅー）
- 中継アシスタント：枡田絵理奈（当時TBSアナウンサー）

### ナレーター
- 竹内香苗（当時TBSアナウンサー） - 特番時代は進行役

### 過去の出演者

#### 司会
スタジオ
- 山本匠晃（TBSアナウンサー、ご当地時短巡り）

#### ナレーター
- 青野武（ご当地時短巡り）

## 本番組の取り扱い
- 1982年開始の『そこが知りたい』から続くローカルセールス枠での放送となるため、未放送となる系列局があり、また同時ネット局であっても個別のローカル番組などで休止や遅れネットとなったり、拡大スペシャルの場合は20時枠から飛び乗り放送が行われる場合もあった（主な例として中部日本放送以外の中部地方のJNN系列6局で月に一回放送されている『ニッポンど真ん中!』などがある）。
- 『水曜ノンフィクション』を放送していなかった系列局の中には、本番組から同時ネットまたは遅れネットで対応するところも出ている。
  - 大分放送はこれまで水曜20時枠で放送されていた『田舎に泊まろう!』（テレビ東京）を2009年10月に木曜14時台に移動させ、本番組から同時ネットとなった。
  - 毎日放送は本番組からTBS水曜日20時枠の番組の遅れネットを実施しているが、野球中継やローカル番組等により休止が非常に多い。また2時間スペシャルは19時台に『水野真紀の魔法のレストラン』を放送している関係上、20時からの短縮バージョンでの放送となった。

## ネット局と放送時間
| 放送対象地域   | 放送局名                 | 系列    | 放送時間           | 遅れ       |
| -------------- | ------------------------ | ------- | ------------------ | ---------- |
| 関東広域圏     | TBSテレビ (TBS)          | TBS系列 | 水曜 19:00 - 19:55 | 制作局     |
| 北海道         | 北海道放送 (HBC)         | TBS系列 | 水曜 19:00 - 19:55 | 同時ネット |
| 岩手県         | IBC岩手放送 (IBC)        | TBS系列 | 水曜 19:00 - 19:55 | 同時ネット |
| 宮城県         | 東北放送 (TBC)           | TBS系列 | 水曜 19:00 - 19:55 | 同時ネット |
| 山形県         | テレビユー山形 (TUY)     | TBS系列 | 水曜 19:00 - 19:55 | 同時ネット |
| 福島県         | テレビユー福島 (TUF)     | TBS系列 | 水曜 19:00 - 19:55 | 同時ネット |
| 新潟県         | 新潟放送 (BSN)           | TBS系列 | 水曜 19:00 - 19:55 | 同時ネット |
| 石川県         | 北陸放送 (MRO)           | TBS系列 | 水曜 19:00 - 19:55 | 同時ネット |
| 鳥取県・島根県 | 山陰放送 (BSS)           | TBS系列 | 水曜 19:00 - 19:55 | 同時ネット |
| 広島県         | 中国放送 (RCC)           | TBS系列 | 水曜 19:00 - 19:55 | 同時ネット |
| 愛媛県         | あいテレビ (itv)         | TBS系列 | 水曜 19:00 - 19:55 | 同時ネット |
| 長崎県         | 長崎放送 (NBC)           | TBS系列 | 水曜 19:00 - 19:55 | 同時ネット |
| 大分県         | 大分放送 (OBS)           | TBS系列 | 水曜 19:00 - 19:55 | 同時ネット |
| 沖縄県         | 琉球放送 (RBC)           | TBS系列 | 水曜 19:00 - 19:55 | 同時ネット |
| 青森県         | 青森テレビ (ATV)         | TBS系列 | 日曜 10:00 - 11:00 | 遅れネット |
| 長野県         | 信越放送 (SBC)           | TBS系列 | 日曜 14:00 - 15:00 | 遅れネット |
| 富山県         | チューリップテレビ (TUT) | TBS系列 | 土曜 13:00 - 14:00 | 遅れネット |
| 中京広域圏     | 中部日本放送 (CBC)       | TBS系列 | 土曜 12:57 - 14:00 | 遅れネット |
| 近畿広域圏     | 毎日放送 (MBS)           | TBS系列 | 土曜 16:00 - 17:00 | 遅れネット |
| 福岡県         | RKB毎日放送 (RKB)        | TBS系列 | 木曜 20:00 - 20:54 | 遅れネット |
| 鹿児島県       | 南日本放送 (MBC)         | TBS系列 | 木曜 20:00 - 20:54 | 遅れネット |

## 備考
- 放送開始に際してTBSの情報番組の他、『ぴったんこカン・カン』（2009年10月23日放送）などにもくりぃむしちゅーが番宣として出演した。
- 『伊東家の食卓』（日本テレビ）のような生活情報番組で紹介されたものがそのまま｢時短テク｣として紹介された事例があった。

## スタッフ
- 構成：木野聡、岩瀬理恵子、岸本宙、矢野了平、木南広明、中村聡、鈴木理恵、山崎駿
- リサーチ：チェリオ、出川真弘、大金裕美子、STEELO
- テーマ音楽：和田貴史「Time for Happiness!」
- TM：金澤健一
- TD：高松央
- カメラ：小笠原朋樹
- VE：姫野雅美
- MIX：朝日拓郎
- 中継MIX：浜崎健
- PA：吉田岳
- 照明：中田学
- 美術プロデューサー：西條貴子
- 美術デザイン：中村嘉邦
- 美術制作：立原英生
- 装置：森田正樹
- 特殊装置：高橋出
- 装飾：野呂利勝
- 電飾：斉藤貴之
- 衣装：渥美智恵
- 持道具：貞中照美
- ヘアメイク：大岩乃里子
- フードコーディネーター：高橋ゆうみ、石渡末紀
- CG：大宮司徳盛
- EED：田村啓一郎、持田真吾、星信幸
- MA：石田安昌
- 音効：岡本智宏
- TK：本田浩子
- 宣伝：河野裕之
- 編成：藤原麻知
- 監修：赤堀料理学園
- AD：吉本香苗、新岡隆一、山田萌香、田島瞳、海保香苗、西貝忠原
- AP：近藤照代
- ディレクター：寺田淳史、黒田源治、小林靖子、兼丸洋介、橋本友宏、鈴木博久、見崎陽亮／佐津川陽、矢崎ゆうこ、渡辺正人、近藤花央、千頭浩隆、杉本朋子
- プロデューサー：石川直美（IVSテレビ制作）、吉村岳朗（SSSystem）
- 演出：池田成男（SSSystem）、佐藤基（IVSテレビ制作）
- プロデューサー・総合演出：河本恭平
- チーフプロデューサー：合田隆信
- 制作協力：IVSテレビ制作、SSSystem
- 製作著作：TBS